# Oleksij Hončaruk
Oleksij Hončaruk  (Городня, Černigovska oblast, 7. srpnja 1984.) ukrajinski je političar i bivši premijer Ukrajine od 2019. do 2020. Prije imenovanja na funkciju premijera Ukrajine Hončaruk je bio odvjetnik, a od 28. svibnja 2019. zamjenik voditelja Ureda predsjednika Ukrajine. Na ukrajinskim parlamentarnim izborima 2014 Hončaruk je bezuspješno pokušao osvojiti zastupničko mjesto kao neovisni kandidat. 27. kolovoza međunarodni mediji izvijestili su da će Zelenskij predložiti da parlament imenuje Hončaruka na mjesto premijera Ukrajine. 29. kolovoza službeno je nominiran za mjesto premijera i istog mu je dana parlament izglasao povjerenje s 290 zastupnika koji su glasali u korist njegovog imenovanja  

## Životopis
Hončaruk je rođen u Horodnji, Černigovska oblast, sada Ukrajina 1984. godine, otac Valerij bio je član Socijaldemokratske partije Ukrajine (ujedinjena). Na ukrajinskim parlamentarnim izborima 2002. Hončarukov otac pokušao je osvojiti zastupničko mjesto za svoju stranku, ali nikad nije dobio mandat. Sljedeće godine poginuo je u prometnoj nesreći.  

## Raniji život i karijera
Od 2005. godine Hončaruk je radio kao odvjetnik i vodio odvjetničke odjele različitih tvrtki. bio je vodeći partner u tvrtki koja je specijalizirana za razvoj nekretnina. Na ukrajinskim parlamentarnim izborima 2014. Hončaruk je bezuspješno pokušao osvojiti zastupničko mjesto kao neovisni kandidat. 
2015. godine ministar za gospodarski razvoj i trgovinu Aivaras Abromavičius, uz financijsku potporu Kanade i Europske unije, stvorio je ured BRDO koji se bavi pojednostavljivanjem sustava državne regulacije u odnosima države i gospodarstva.U Natjecanju za vođu BRDO-a pobijedio je Hončaruk. 27. kolovoza međunarodni mediji izvijestili su da će Zelenskij predložiti da parlament imenuje Hončaruka na mjesto premijera Ukrajine. 29. kolovoza službeno je nominiran za mjesto premijera i istog mu je dana parlament izglasao povjerenje s 290 zastupnika koji su glasali u korist njegovog imenovanja.  

## Premijer Ukrajine
Hončaruk je najmlađi premijer Ukrajine u njenoj povijesti. Na tu je dužnost imenovan u dobi od 35 godina. 27. kolovoza 2019. Ukrajinski Predsjednik dao mu je mandat za sastav nove vlade. 29. kolovoza 2019. Ukrajinski parlament s 290 glasova za iskazao je povjerenje njemu i njegovoj vladi tim činom Hončaruk je odmah stupio na dužnost premijera.